# Уильямспорт (Индиана)
Уильямспорт (англ. Williamsport) — город и административный центр округа Уоррен в штате Индиана в Соединённых Штатах Америки.
Согласно данным переписи населения США 2020 года число жителей города 
составляло 1950 человек.

## История
Уильямспорт был заложен Уильямом Гаррисоном 11 декабря 1828 года. Гаррисон первый построил здесь бревенчатый дом на восточном конце будущей Мэйн-Стрит около реки Уобаш и управлял там паромной переправой в течение нескольких лет. 
Уильямспорт стал окружным центром в июне 1829 года, отобрав титул у Уоррентона. Его почтовое отделение было первым в округе и работало с 28 сентября 1829 года. Город был зарегистрирован в марте 1854 года, в то время его население составляло 552 человека.
Несколько архитектурных объектов города включены в Национальный реестр исторических мест США.

## География
«Старый город» находится в низинной части рядом с рекой, а «Новый город» был построен на холме над ним, ближе к железной дороге. 
Согласно данным Бюро переписи населения США, Уильямспорт имеет общую площадь 1,3 квадратных мили (3,37 км2), всю эту территорию занимает суша.